# Лангенвольшендорф
Лангенвольшендорф (нім. Langenwolschendorf) — громада в Німеччині, розташована в землі Тюрингія. Входить до складу району Грайц.
Площа — 6,79 км2. Населення становить 830 ос. (станом на 31 грудня 2021).